# Длиннорылая колючая акула
Длиннорылая колючая акула (лат. Deania calcea) — вид хрящевых рыб семейства короткошипых акул. Эти глубоководные акулы были обнаружены в ограниченных областях Тихого, Атлантического и Индийского океана на глубине до 1490 м. Размножаются яйцеживорождением. Максимальная зарегистрированная длина 122 см. Рацион состоит в основном из костистых рыб, головоногих и ракообразных. Имеют небольшое промысловое значение.

## Таксономия
Впервые вид научно описан в 1839 году британским ихтиологом Ричардом Томасом Лоу. Название семейства, к которому он относится, — Centrophoridae — происходит от греческих слов κεντρωτός — «утыканный шипами» и φορούν — «носить». Род назван в честь ихтиолога и исследователя Б.Дина.

## Ареал
В восточной Атлантике длиннорылые колючие акулы встречаются от Исландии до Южной Африки, кроме Средиземного моря, в Тихом океане вдоль берегов Южной Америки, Азии, Австралии и Новой Зеландии и в восточной части Индийского океана. Их ареал расположен между 70° с.ш. — 56° ю.ш. и 180° з.ш. — 180° в.ш. Эти акулы держатся на континентальном и островном шельфе на глубине от 60 до 1490 м, однако, чаще между 400 и 1400 м.

## Описание
У длиннорылых колючих акул удлинённое тело и рыло. Два спинных плавника оснащены рифлёными шипами. Нижние зубы крупнее верхних. Латеральные и субкаудальные кили и прекаудальная выемка на хвостовом стебле отсутствуют. Ноздри обрамлены короткими складками кожи. Анальный плавник отсутствует. Глаза крупные, овальные, вытянуты по горизонтали. Позади глаз имеются брызгальца. Тело покрыто мелкими вилообразными плакоидными чешуйками, длиной около 0,5 мм. Первый спинной плавник очень длинный и невысокий. Окрас серо-коричневого цвета.
Максимальная зарегистрированная длина составляет 122 см.

## Биология
Длиннорылые колючие акулы размножаются яйцеживорождением. В помёте от 6 до 12 детёнышей длиной около 30 см. Самки достигают половой зрелости при длине от 70 до 111 см, а самцы при длине от 70 до 91 см. Рацион состоит из костистых рыб, таких как рыбы-топорики, стомиевые и миктофы, осьминогов, кальмаров и креветок. Вероятно существует сегрегация по полу и возрасту. Беременные самки попадаются редко.

## Взаимодействие с человеком
Длиннорылые колючие акулы не представляют опасности для человека. В качестве прилова они попадают в коммерческие донные ярусы, тралы и жаберные сети, ориентированные на глубоководных акул. В некоторых местах ведётся целевой промысел. Их перерабатывают на рыбную муку, мясо и плавники используют в пищу, печень ценится из-да высокого содержания сквалена (до 70 % от веса печени. Международный союз охраны природы присвоил этому виду статус «Вызывающий наименьшие опасения».